# Anna Hierta-Retzius
Anna Wilhelmina Hierta-Retzius, född 24 augusti 1841 i Stockholm, död 21 december 1924 i Stockholm, var en svensk feminist, socialarbetare, filantrop och skulptör. Hon var den yngsta dottern till Lars Johan Hierta och Wilhelmina Fröding.

## Biografi
Anna Hierta-Retzius bildade 1873 Föreningen för gift kvinnas äganderätt tillsammans med Ellen Anckarsvärd, men var också initiativtagare till en rad organisationer, utbildningsinstitutioner och sociala åtaganden. Hon var medlem i Svenska drägtreformföreningen. 
Den 28 november 1876 gifte hon sig med anatomen, fysiologen och rasbiologen Gustaf Retzius. Paret finansierade flera vetenskapliga och sociala initiativ. I Centrum för vetenskapshistoria finns arkiverade brev, manuskript, anteckningsböcker och fotografier som följer deras verksamhet. 
I januari 1887 öppnade hon Sveriges första arbetsstuga i Adolf Fredriks församling i Stockholm. Det var en plats dit de fattigaste arbetarbarnen kunde komma på eftermiddagarna och få tillsyn samt lära sig att tillverka borstar och skurtrasor, sticka, virka och stoppa strumpor, väva trasmattor, knyppla, laga skor, snickra enklare möbler, slöjda skärbrädor med mera. Verksamheten växte till fler än 100 stugor över hela landet. Hennes vän läraren Sofi Nilsson hjälpte till med att 1889 starta en skolköksutbildning för flickor, som lagade maten åt arbetsstugorna. Samma år tog hon initiativ till upprättande av förbättrade arbetarbostäder efter Octavia Hills system.
Som skulptör var hon medlem i Föreningen Svenska Konstnärinnor och medverkade med porträttbyster i föreningens utställning på Konstakademin 1911. Hon är representerad vid bland annat Nationalmuseum. Anna Retzius var den första ägaren till det nybyggda Rettigska huset i Villastaden i Stockholm.

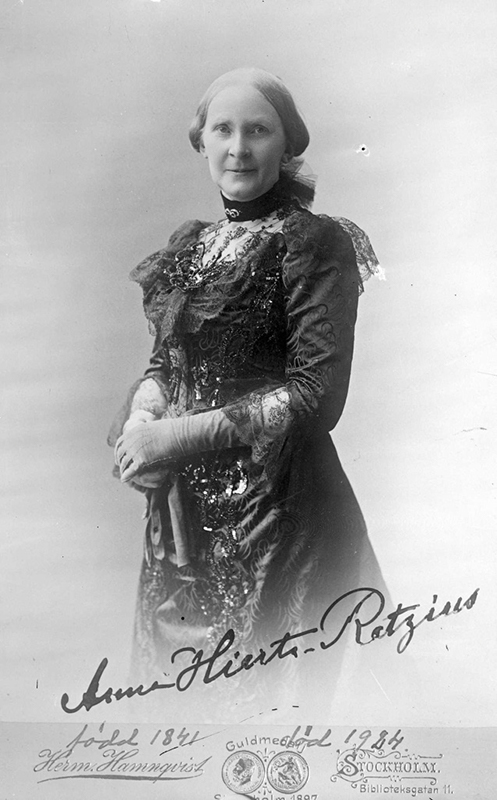
Anna Hierta-Retzius.
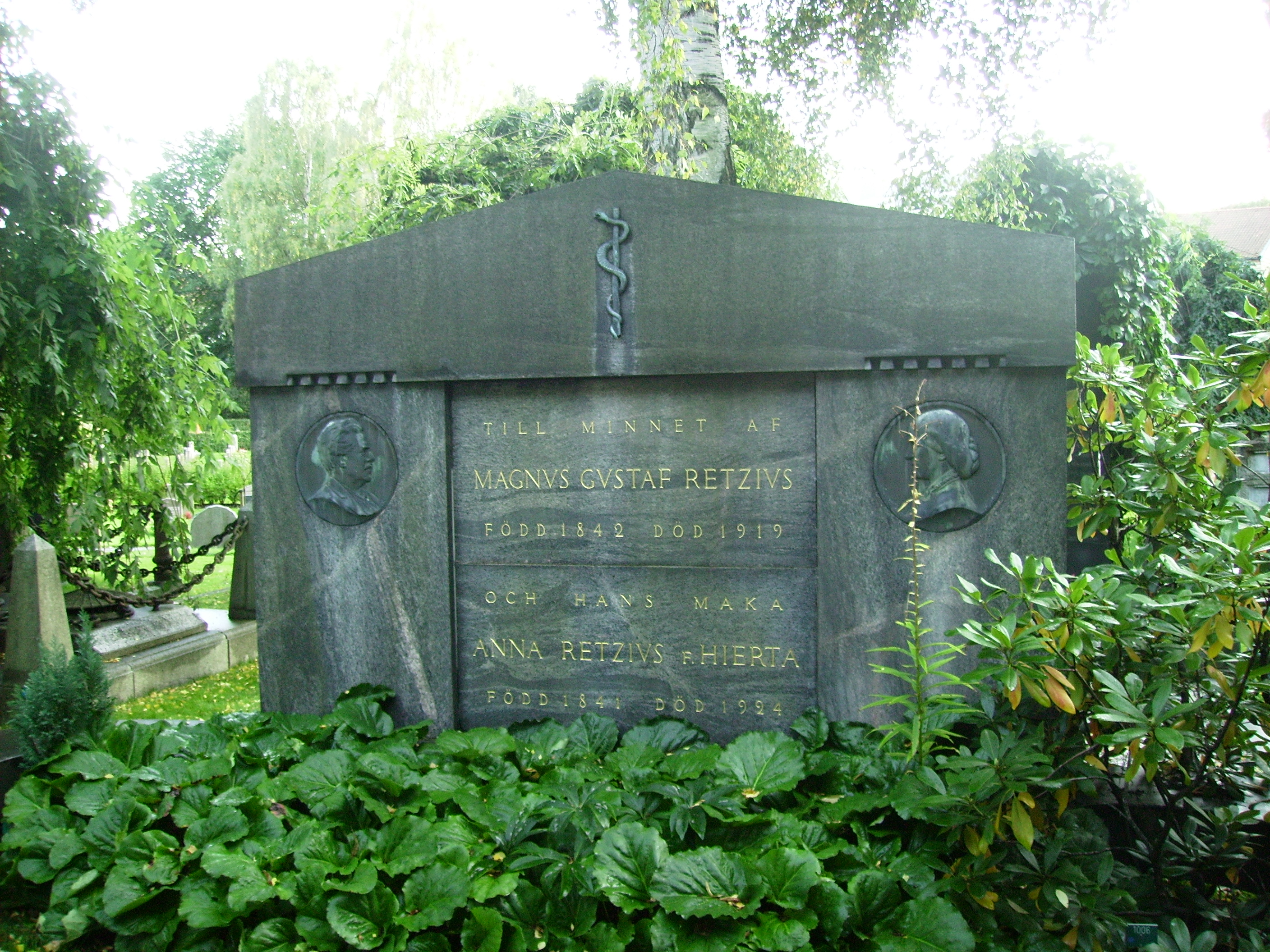
Anna Hierta-Retzius gravvård på Solna kyrkogård.